# Sablons sur Huisne
Sablons sur Huisne est, depuis le 1er janvier 2016, une commune nouvelle française située dans le département de l’Orne en région Normandie, peuplée de 1 983 habitants. Elle est née de la fusion de trois communes, sous le régime juridique des communes nouvelles. Les communes de Condeau, Condé-sur-Huisne et Coulonges-les-Sablons deviennent des communes déléguées.

## Géographie

### Hydrographie
La commune est située dans le bassin Loire-Bretagne. Elle est drainée par l'Huisne, la Corbionne, le ruisseau de Coulonges, le ruisseau de la Pajotière, le ruisseau la Beausserie et un autre petit cours d'eau,.
L'Huisne, d'une longueur de 165 km, prend sa source dans la commune de Belforêt-en-Perche et se jette  dans la Sarthe à Mans, après avoir traversé 36 communes. Les caractéristiques hydrologiques de l'Huisne sont données par la station hydrologique située sur la commune de Rémalard en Perche. Le débit moyen mensuel est de 3,9 m3/s. Le débit moyen journalier maximum est de 35,5 m3/s, atteint lors de la crue du 29 décembre 2013. Le débit instantané maximal est quant à lui de 54,4 m3/s, atteint le même jour.
La Corbionne, d'une longueur de 25 km, prend sa source dans la commune de Longny les Villages et se jette  dans l'Huisne sur la commune, après avoir traversé six communes. Les caractéristiques hydrologiques de la Corbionne sont données par la station hydrologique située sur la commune de Bretoncelles. Le débit moyen mensuel est de 0,971 m3/s. Le débit moyen journalier maximum est de 8,79 m3/s, atteint lors de la crue du 2 mars 2020. Le débit instantané maximal est quant à lui de 12,7 m3/s, atteint le 23 février 2024.
Deux plans d'eau complètent le réseau hydrographique : la mare aux Loups (0,07 ha) et l'étang de la ballastière (3,02 ha),.

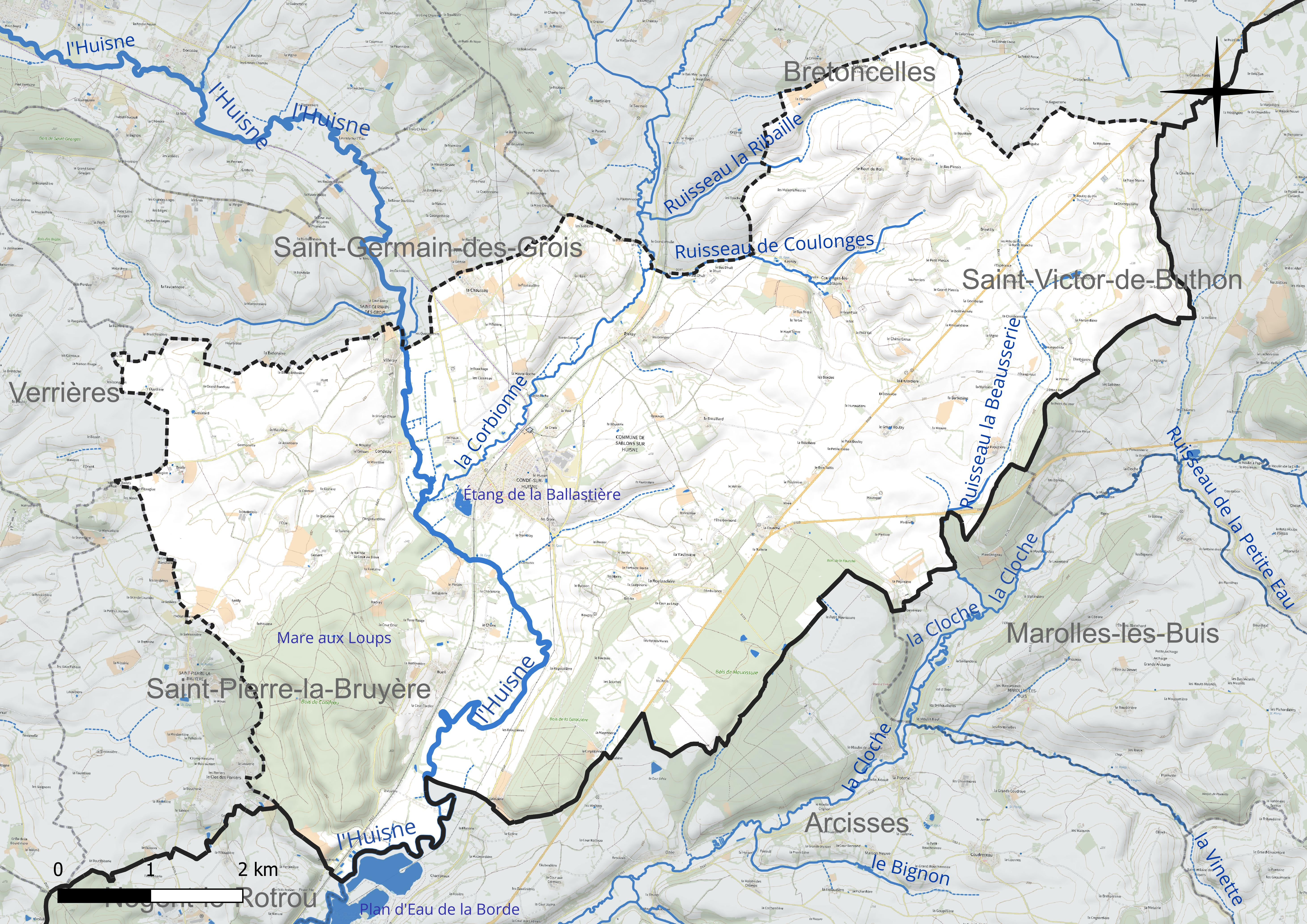
Réseau hydrographique de Sablons sur Huisne.

### Climat
Pour des articles plus généraux, voir Climat de la Normandie et Climat de l'Orne.
En 2010, le climat de la commune est de type climat océanique dégradé des plaines du Centre et du Nord, selon une étude du CNRS s'appuyant sur une série de données couvrant la période 1971-2000. En 2020, Météo-France publie une typologie des climats de la France métropolitaine dans laquelle la commune est exposée à un climat océanique altéré et est dans la région climatique Normandie (Cotentin, Orne), caractérisée par une pluviométrie relativement élevée (850 mm/a) et un été frais (15,5 °C) et venté. Parallèlement le GIEC normand, un groupe régional d’experts sur le climat, différencie quant à lui, dans une étude de 2020, trois grands types de climats pour la région Normandie, nuancés à une échelle plus fine par les facteurs géographiques locaux. La commune est, selon ce zonage, exposée à un « climat contrasté des collines », correspondant au Pays d'Ouche et au Perche et bénéficiant d’un caractère continental affirmé avec des précipitations atténuées et des amplitudes thermiques fortes.
Pour la période 1971-2000, la température annuelle moyenne est de 10,8 °C, avec une amplitude thermique annuelle de 14 °C. Le cumul annuel moyen de précipitations est de 747 mm, avec 12,2 jours de précipitations en janvier et 7,7 jours en juillet. Pour la période 1991-2020, la température moyenne annuelle observée sur la station météorologique la plus proche, située sur la commune de Perche en Nocé à 12 km à vol d'oiseau, est de 11,3 °C et le cumul annuel moyen de précipitations est de 747,8 mm,. Pour l'avenir, les paramètres climatiques de la commune estimés pour 2050 selon différents scénarios d’émission de gaz à effet de serre sont consultables sur un site dédié publié par Météo-France en novembre 2022.

## Urbanisme

### Typologie
Au 1er janvier 2024, Sablons sur Huisne est catégorisée bourg rural, selon la nouvelle grille communale de densité à sept niveaux définie par l'Insee en 2022.
Elle est située hors unité urbaine. Par ailleurs la commune fait partie de l'aire d'attraction de Nogent-le-Rotrou, dont elle est une commune de la couronne,. Cette aire, qui regroupe 25 communes, est catégorisée dans les aires de moins de 50 000 habitants,.

## Toponymie
Sablons évoquerait des terrains sableux.
L'Huisne est une rivière des trois départements d'Eure-et-Loir, de l'Orne et de la Sarthe.

## Histoire
La commune est créée le 1er janvier 2016 par un arrêté préfectoral du 29 septembre 2015, par la fusion de trois communes, sous le régime juridique des communes nouvelles instauré par la loi no 2010-1563 du 16 décembre 2010 de réforme des collectivités territoriales. Les communes de Condeau, Condé-sur-Huisne et Coulonges-les-Sablons deviennent des communes déléguées et Condé-sur-Huisne est le chef-lieu de la commune nouvelle.

## Politique et administration

### Liste des maires
| Période          | Période                       | Identité              | Étiquette | Qualité                                                                                |
| ---------------- | ----------------------------- | --------------------- | --------- | -------------------------------------------------------------------------------------- |
| 4 janvier 2016   | 21 avril 2016                 | Jean-Pierre Gérondeau | LR        | Notaire Ancien conseiller général Maire délégué de Condé-sur-Huisne Décédé en fonction |
| 1er juillet 2016 | 23 mai 2020                   | Denis Bobin           | DVD       | Directeur technique retraité Ancien maire adjoint de Condé-sur-Huisne                  |
| 23 mai 2020      | En cours (au 25 février 2022) | Christelle Radenac    | DVD       | Clerc de notaire Conseillère départementale de Bretoncelles (2021 → )                  |

## Démographie
L'évolution du nombre d'habitants est connue à travers les recensements de la population effectués dans la commune depuis sa création.
En 2022, la commune comptait 1 983 habitants, en évolution de −7,34 % par rapport à 2016 (Orne : −3,21 %, France hors Mayotte : +2,11 %).
| 2014  | 2015  | 2020  | 2022  |
| ----- | ----- | ----- | ----- |
| 2 175 | 2 150 | 2 005 | 1 983 |

| Nom                      | Code Insee | Intercommunalité         | Superficie (km2) | Population (dernière pop. légale) | Densité (hab./km2) |
| ------------------------ | ---------- | ------------------------ | ---------------- | --------------------------------- | ------------------ |
| Condé-sur-Huisne (siège) | 61116      | CC du Perche Rémalardais | 17,51            | 1 238 (2021)                      | 71                 |
| Condeau                  | 61115      | CC du Perche Rémalardais | 15,28            | 355 (2021)                        | 23                 |
| Coulonges-les-Sablons    | 61125      | CC du Perche Rémalardais | 19,57            | 390 (2021)                        | 20                 |

## Culture locale et patrimoine

### Lieux et monuments
- Château de Villeray
- Chapelle de Rivray.

## Pour approfondir